# Associazione Sportiva Dilettantistica Giallo-Blu Figline
Associazione Sportiva Dilettantistica Giallo-Blu Figline é um clube de futebol sediado em Figline Valdarno, na região da Toscana, no centro-norte da Itália.
Atualmente disputa a Eccellenza, correspondente à sexta divisão nacional. Manda seus jogos no Stadio Goffredo Del Buffa, com capacidade para 1.700 torcedores.
A equipe, que possui como cores o azul e o amarelo, causou impacto ao contratar um ex-jogador de Fiorentina, Siena e Seleção Italiana, Enrico Chiesa, em 2009. O Figline foi a última equipe de Chiesa como jogador e a primeira dele como técnico de uma equipe.

## Elenco atual
- Atualizado em 28 de agosto de 2015.[1][2]

Legenda
- : Capitão
- : Jogador suspenso
- : Jogador lesionado

## Jogadores notáveis
- Enrico Chiesa